# بخش مسه
بخش مسه  ( برمه‌ای: မယ်စဲ့ ခရိုင် ای   ) ناحیه ایالت کیاه در میانمار می باشد. شهر اصلی آن مسه می باشد. این ناحیه با استان مای هونگ سون تایلند هم مرز می باشد و دارای یک ایستگاه بازرگانی مرزی می باشد. 

## شهرستان ها
شهرستان‌ها، شهرستان‌ها و شهرستان‌های مشمول قسمت مسه به توصیف زیر می باشد: 
شهرستان مسه
مسه

## تاریخ
در ۳۰ آوریل ۲۰۲۲، منطقه های نوین بزرگ و سامان دهی شدند. شهرستان مسه از ناحیه باولاخه به نام یک ناحیه ارتقا یافته می باشد.  